# Chassalia stenantha
Chassalia stenantha är en måreväxtart som beskrevs av Cornelis Eliza Bertus Bremekamp. Chassalia stenantha ingår i släktet Chassalia och familjen måreväxter. Inga underarter finns listade i Catalogue of Life.